# 중국의 상실
중국의 상실(loss of China)은 미국 정치 담론에서, 1949년 미국이 지원하던 국민당 정권이 중국 본토에서 쫓겨나고 공산당 정권이 수립된 예기치 못한 상황을 말한다. 트루먼 행정부의 비판자들은 중국의 상실이 충분히 피할 수 있었던 사태라고 주장했고, 이는 1952년 선거에서 공화당 측에 의해 공공연히 표출되었다. 또 중국 상실로 인한 공산주의 확산의 공포는 조지프 매카시의 발호에도 상당한 역할을 했다.
제2차 세계 대전 당시 프랭클린 루스벨트는 장개석의 지도하의 중국 국민정부가 미국, 영국, 소련과 함께 전후 초강대국으로 부상할 것이라고 예측했다. 중국통으로 알려진 존 파톤 데이비스 주니어(그 본인의 외교관 경력도 중국의 상실로 망쳐졌다)에 따르면, 루스벨트는 1930년대-1940년대 중일전쟁 때 장개석에게 물질적 지원을 하기에 인색했다. 역사학자 아서 월드론에 따르면, 루스벨트는 장개석의 권력 기반이 확고하게 다져져 있다고 오판했다. 일본이 물러나자 중국 대륙은 권력공백지대가 되었고, 모스크바의 공작들은 국민정부의 통제능력을 벗어나 날뛰었다. 이런 맥락에서 국민당 중국의 붕괴는 루스벨트의 정책 실패에 기인하는 바가 있다.
미국의 대외정책의 일관된 비판자인 노엄 촘스키는 "중국의 상실"이라는 용어 자체가 미국의 패권적 대외관계를 보여주는 것이라고 했다.